# 狗咬狗骨
《狗咬狗骨》（英語：Dog Bites Dog Bone），是香港一部1978年上映的時裝喜劇電影。本片是藝人黎小田、薛家燕在他們擔綱的電視節目《家燕與小田》取得成功後，投資電影業的創業作，並由兩人自導自演，也是唯一一部兩人合作幕前演出的電影。其他領銜主演者包括吳孟達、繆騫人。

## 故事大綱
兩對街市小販情侶阿田和阿燕、阿達和阿妙，得知果販朋友鵬哥發瘋進了精神病院。四人探望鵬哥期間，鵬哥透露與眾人合資投注的六合彩中了獎金三百萬元的頭獎，他將所得的現金藏於橙內。四人認為鵬哥之話並非瘋言，他可能欲獨吞獎金而發瘋。四人從批發商方面查出鵬哥發瘋前所購的多箱橙已被分別轉售予老人院、公寓、選美會和超級市場四個地點，兩對情侶利益當頭互不信任，分頭尋找該些橙。後來他們的動靜被一劫匪集團注意，劫匪集團打算在他們找到獎金後截劫。

## 演員表
| 演員     | 角色   | 備註                                                   |
| -------- | ------ | ------------------------------------------------------ |
| 黎小田   | 阿田   | 兩對主演之一，與阿燕是情侶關係，街市的肉販。           |
| 黎小田   | 黎小田 | 飾演本人，到街市拍外景的明星。                         |
| 薛家燕   | 阿燕   | 兩對主演之一，與阿田是情侶關係，街市的菜販。           |
| 薛家燕   | 薛家燕 | 飾演本人，到街市拍外景的明星。阿燕稱其額上的痣是假的。 |
| 吳孟達   | 阿達   | 兩對主演之一，與阿妙是情侶關係，街市的魚販。           |
| 繆騫人   | 阿妙   | 兩對主演之一，與阿達是情侶關係，街市的菜販。           |
| 盧海鵬   | 鵬哥   | 四名主角的朋友，果販，因中了六合彩而發瘋。             |
| 黃新     |        | 劫匪集團主腦                                           |
| 蕭錦     | 金牙   | 劫匪集團成員                                           |
| 宋錦成   | 大細眼 | 劫匪集團成員                                           |
| 白沙力   |        | 劫匪集團成員                                           |
| 黎灼灼   |        | 出殯隊伍中的喪子老太                                   |
| 吳回     |        | 生果批發商職員                                         |
| 尤芷韻   |        | 老人院管家                                             |
| 陳立品   |        | 老人院女院友，喜歡練武。                               |
| 許英秀   |        | 老人院男院友，好色。                                   |
| 陶三姑   |        | 老人院女院友，喜歡拜神。                               |
| 陳有后   | 陳校長 | 秘密往公寓嫖妓的校長                                   |
| 司馬華龍 |        |                                                        |
| 周吉     |        | 拍攝外景的劇組導演                                     |
| 良鳴     |        | 選美會老闆                                             |
| 阮令濤   |        | 選美會老闆的跟班                                       |
| 陳劍雲   |        | 街市的商販                                             |
| 陳陀傑   |        |                                                        |
| 徐意     |        | 在街市打小人的老婦                                     |
| 張國榮   |        | 客串，選美會賓客。                                     |
| 許冠英   |        | 客串，精神病院病人，對著鸚鵡自言自語。                 |
| 夏春秋   |        | 客串，阿燕的追求者。                                   |
| 許淑嫻   |        | 本片監製伍永森之妻。客串，在街市被狗偷吃食物的婦人。   |
| 劉香萍   | 冤氣蓮 | 客串，阿達的追求者。                                   |
| 胡章堅   |        | 客串                                                   |
| 陸柱石   |        | 客串                                                   |
| 潘妙貞   |        | 客串                                                   |

## 製作
1970年代後期，藝人黎小田、薛家燕在麗的電視擔綱電視綜藝節目《家燕與小田》，大受歡迎，兩人繼而與具備電影製作經驗的藝人伍永森（即本片監製）聯手投資電影業，本片為他們的創業作。黎、薛二人均是電影童星出身，薛家燕長大後仍活躍於電影演出，至1970年代她淡出電影圈，拍攝本片時她已有七年未涉足電影。在上映前的記者招待會中，薛家燕表示如本片反應良好，她會繼續拍攝電影，如反應不佳則會專注電視演出。本片是黎、薛二人首次執導電影。
選角方面，本片故事以兩對男女作為主角，除了黎、薛自身，薛家燕本欲邀請與她並稱「七公主」的友人馮寶寶出演另一女主角，但馮寶寶因擔心這部鬧劇式電影會影響自己的形象而辭演。後來黎小田邀來繆騫人擔綱，當時繆騫人因主演無綫電視劇集《狂潮》而竄紅，本片成為她的電影處女作。當時有傳聞稱，與繆騫人同為無綫藝員的譚炳文亦有意邀請她在自己的電影作處女演出，對繆騫人的爭奪讓本來相熟的譚炳文與黎小田不睦。與繆騫人搭檔的另一男主角吳孟達亦是當時在電視界走紅的藝人。
關於盧海鵬演出瘋漢的報道，提到相關情節是在青山精神病院實地取景。

## 音樂
- 主題曲狗咬狗骨，由薛家燕演唱[1]，由寶麗多唱片公司發行唱片[15]。
- 劇組到街市拍外景時的背景音樂：家燕與小田（電視節目《家燕與小田》主題曲）
- 老人院女院友施展功夫時的背景音樂：英語歌曲Kung Fu Fighting前奏
- 兩對主角戲仿大家姐講數時的背景音樂：薛家燕主唱之大家姐前奏（電視劇《大家姐》主題曲）

## 公映與宣傳
當時黎小田與薛家燕作為麗的電視之重要藝人，曾經前往其競爭對手無綫電視洽談本片的廣告事宜，引起了傳媒注意。本片的電視廣告在麗的與無綫兩台均有播出，費用約二十萬港元。
在香港，本片於1978年6月17日在嘉樂院線的周末午夜場作先行試映，黎小田與薛家燕出席了當晚嘉禾戲院的首映場，出席嘉賓還包括金漢、凌波、苗可秀、陳寶珠（「七公主」之一）等，繆騫人因臨時被電視台派往東京擔任一國際音樂比賽的旁述而缺席，她回港後仍參與了其他宣傳活動。同年6月23日，本片正式上映。在嘉樂院線的宣傳計劃中，本片是院線該年暑期一系列喜劇電影的第一作，其後上映作品包括蕭芳芳的《林亞珍》、許冠文的《賣身契》。由6月23日至26日連同午夜場的票房約六十萬港元。嘉樂院線原定安排《狗咬狗骨》上映至6月29日，再緊接上映《林亞珍》，但香港戲院業界協議於6月29日調高票價，嘉樂院線擔心上映最後一天才加價會影響入場人次，故決定提前一天結束《狗咬狗骨》及上映《林亞珍》，薛家燕對此提出反對。
香港上映前夕，台灣導演郭南宏曾與薛家燕會面，商討本片在台灣發行事宜。然而，直至1984年4月才有本片在台灣上映的紀錄。

## 備註
1. 1 2  指暗中提供性服務的九龍塘時鐘酒店。
2. ↑  此後黎、薛二人皆未再有執導電影的紀錄。（截至2023年）
3. ↑  電影《林亞珍》亦衍生自電視綜藝節目，主演蕭芳芳亦是「七公主」之一。

## 外部連結
- 香港影庫上《狗咬狗骨》的資料（繁體中文）
- 互联网电影数据库（IMDb）上《狗咬狗骨》的资料（英文）